# Jérôme Haehnel
Jérôme Haehnel (* 14. červenec 1980 v Mulhouse, Francie) je současný francouzský profesionální tenista.
Ve své dosavadní kariéře vyhrál 1 turnaj ATP ve dvouhře.

## Finálové účasti na turnajích ATP (1)

### Dvouhra - výhry (1)
| Č. | Datum          | Turnaj        | Povrch | Soupeř ve finále | Výsledek  |
| 1. | 17. říjen 2004 | Metz, Francie | tvrdý  | Richard Gasquet  | 7-69, 6-4 |